# Thomas Worthington

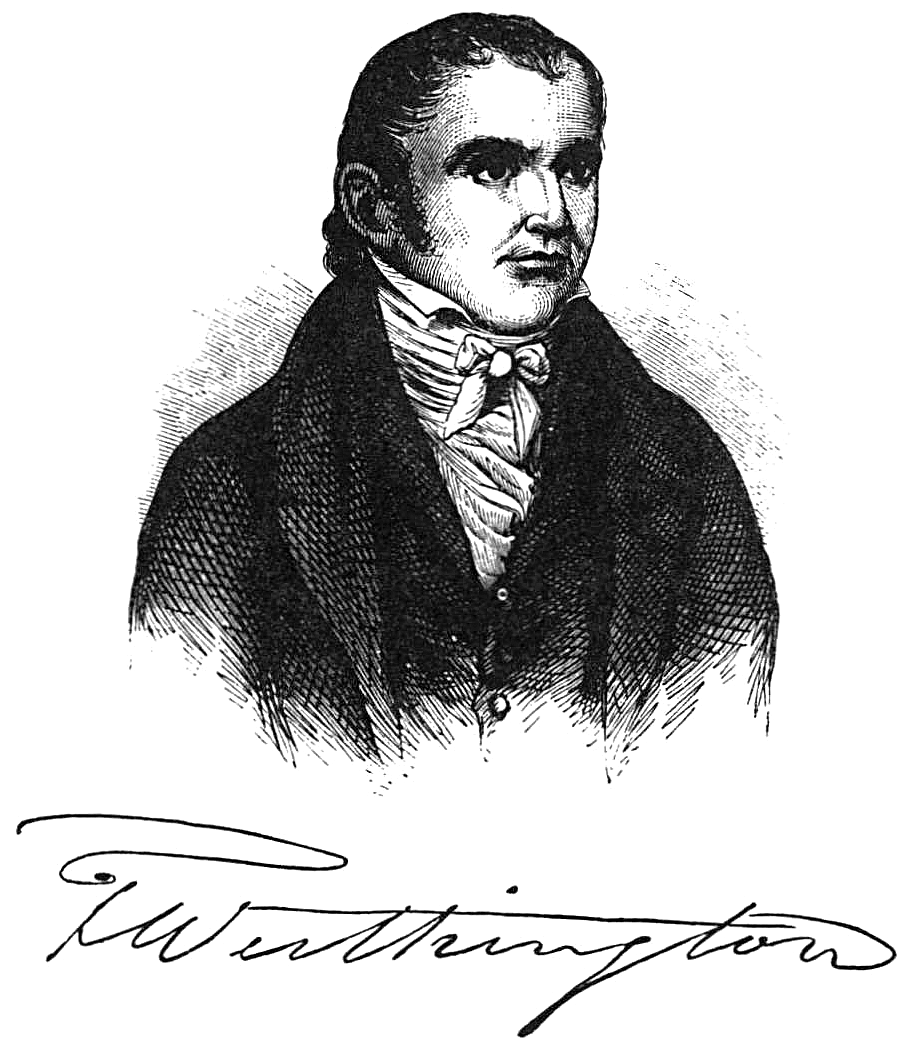
Thomas Worthington

Thomas Worthington (* 16. Juli 1773 in Charles Town, Jefferson County, Kolonie Virginia; † 20. Juni 1827 in New York City) war ein US-amerikanischer Politiker. Er vertrat den Bundesstaat Ohio im US-Senat und war dessen Gouverneur.

## Leben
Worthington, geboren und aufgewachsen im heutigen West Virginia, genoss eine einfache Bildung in einer ländlichen Schule. Als junger Erwachsener verbrachte er zwei Jahre lang als Mitglied der Handelsmarine und verdiente sich so das Geld, um danach seine Ausbildung als Landvermesser bezahlen zu können. Im Jahr 1798 zog Worthington mit seiner Familie ins Ross County auf dem Gebiet des späteren Staates Ohio und ließ sich dort in Chillicothe nieder. Hier wurde er 1799 ins Repräsentantenhaus des Nordwestterritoriums gewählt, wo er bis 1803 einen Sitz innehatte. Zuletzt war er ein Abgeordneter auf dem Verfassungskonvent von 1803, das die Verfassung des Staates Ohio schriftlich fixierte.
Im Jahr 1803 wurde Worthington für Ohio in den US-Senat in Washington, D.C. gewählt, wo er vom 1. April 1803 bis zum 3. März 1807 amtierte. Nachdem Worthington zwischen 1807 und 1810 ins Repräsentantenhaus von Ohio gewählt worden war, übernahm er nach dem Ausscheiden von US-Senator Return Jonathan Meigs dessen vakanten Sitz und war vom 15. Dezember 1810 bis 1. Dezember 1814 erneut US-Senator. Worthington, der der Demokratisch-Republikanischen Partei angehörte, kandidierte 1814 für das Amt des Gouverneurs von Ohio und amtierte als sechster Amtsinhaber vom 8. Dezember 1814 bis 14. Dezember 1818. Unter seiner Amtszeit wurde unter anderem Columbus als neue Hauptstadt Ohios bestimmt und löste somit Chillicothe in dieser Funktion ab.
Nach seinem Ausscheiden aus dem Gouverneursamt kandidierte Worthington 1821 noch einmal für einen Sitz im Repräsentantenhaus seinen Staates und verblieb dort bis 1823. Von 1824 bis 1825 war er nochmals Vertreter des Ross County im Repräsentantenhaus von Ohio.
Worthington war mit Eleanor Van Swearingen verheiratet und hatte zehn Kinder. Er starb 1827, im Alter von 53 Jahren. Ihm zu Ehren wurde die Stadt Worthington im Franklin County benannt.